# Het Financieele Dagblad

Logo du Financieele Dagblad.

Het Financieele Dagblad (FD ; néerlandais en ancienne orthographe : « Le Quotidien Financier » — nouvelle orthographe : Het Financiële Dagblad) est un quotidien néerlandais en format berlinois qui traite de sujets financiers et est conçu pour les entrepreneurs et les spéculateurs. Outre des sujets purement économiques, il couvre des sujets d'actualité, surtout du point de vue économique.
Propriété du FD Mediagroep, sa première édition paraît le 15 septembre 1943. Il est issu de la fusion de l'Amsterdamsch Effectenblad avec De Dagelijkse Beurscourant. Ce premier remonte à 1796, ce qui permet au Financieele Dagblad de fêter ses 200 ans en 1996. Le journal est comparable au Financial Times britannique.